# Ogorodtach
Ogorodtach (Russisch: Огородтах, Jakoets: Оҕуруоттаах; Ogjoeroeottaäch) of Sottintsy (Соттинцы) is een dorp (selo) in de nasleg Soeottoenski in de oeloes Aldanski van de Russische autonome republiek Sacha (Jakoetië). De oudere naam Sottintsy komt van een vrouw met de naam 'Soeottoekana'.
Het is de plaats waar in 1632 de stad Jakoetsk oorspronkelijk werd gesticht alvorens het in 1642 werd verplaatst naar de huidige locatie in het dal van Toejmaäda.

## Geografie

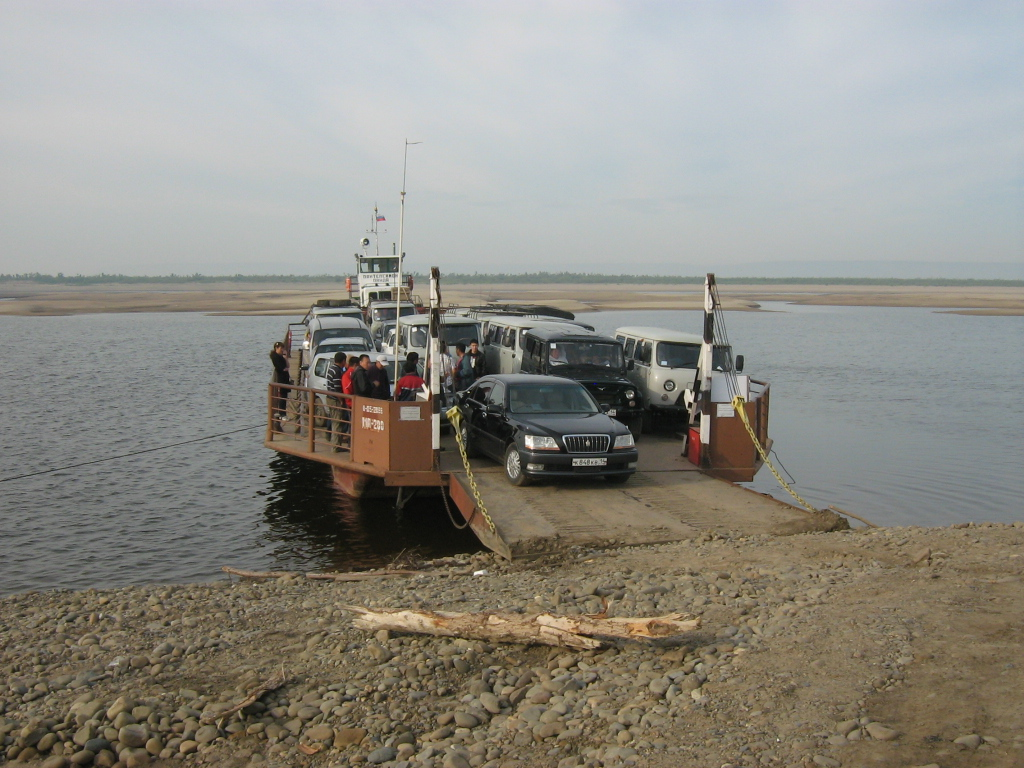
De veerboot Pantelejmon Pjanda bij Ogorodtach

Ogorodtach ligt aan de oostelijke rechteroever van de rivier de Lena, aan de weg tussen het oeloescentrum Borogontsy (69 kilometer, via de 'Borogon'-weg) en de stad Jakoetsk (58 kilometer). Tot de nasleg behoren ook de dorpen Chonogor en Sasylykan. Aan de overkant (linkeroever) van de Lena ligt het dorp Kangalassy, dat tegenwoordig het noordelijkste microdistrict van Jakoetsk vormt.
De weg naar Jakoetsk vormt de belangrijkste levensader van de oeloes en maakt de plaats tot een belangrijk knooppunt voor transport en overslag van goederen. Het wordt ook wel gezien als de 'poort' naar de oeloes. In de sovjettijd was er een regelmatige passagiersverbinding met Jakoetsk met draagvleugelboten van het type Raketa, die hier werden overgezet op bussen. Tegenwoordig vaart er een veerboot naar Kangalassy in de zomer en is er in de winter een winterweg over het ijs.

## Geschiedenis
In 1632 vestigden zich Russische kozakken onder leiding van Pjotr Beketov op deze plek, op de grens van de landerijen van de Jakoetse families Borogon, Nam en Meghin. De kozakken deden verschillende pogingen om de lokale bevolking te verdrijven of tot betaling van de jasak door ze te intimideren. Historici Bachroesjin en Tokarev schrijven in hun monografie "Jakoetië in de 17e eeuw (Verhalen)" (1953) dat deze kozakken nadat zij het fort van de familie Ospek niet wisten te veroveren, ze dit in brand staken zodat de meer dan 300 inwoners omkwamen in de vlammen. Dergelijke aanvallen werden ook uitgevoerd tegen de inwoners van het dorp Betoen nabij de familie Borogon. Onder deze omstandigheden besloot de leider van de familie Borogon, Legoj (of Legoej) Tojon, om het gezag van de 'verre witte koning' (de tsaar) te erkennen. Hij was een geslepen leider die de kozakken vakkundig voor zijn kar wist te spannen om zijn tegenstanders omver te werpen en zo tevens de basis legde voor een wederzijdse samenwerking tussen de Russische en Jakoetische volkeren.

## Economie en voorzieningen
De belangrijkste bestaanswijze van het dorp bestaat uit veehouderij (waaronder een vleespaardenfokkerij) en de teelt van aardappelen en groente. Het dorp heeft een havenpier voor de overslag van goederen. De belangrijkste voorzieningen zijn een Huis van Cultuur, een middelbare school en een school voor praktijkonderwijs, een sportcomplex, een medische post en enkele winkels. Nabij het dorp ligt het openluchtmuseum Droezjba.

## Museum Droezjba
In 1987 werd het openluchtmuseum Droezjba ("vriendschap") opgericht bij het dorp met als thema's het ontstaan van Jakoetië binnen het Keizerrijk Rusland en de Russische invloed op het leven en de cultuur van de Jakoeten. In het museum werden daartoe en aantal houten gebouwen van elders nagebouwd bij het museum, waaronder enkele uit de 17e eeuw. Pronkstukken zijn een kopie van de Heilandkerk (Spasskaja sobor) uit Zasjiversk (het origineel staat in het openluchtmuseum van Novosibirsk) en een kopie van het schip (een kotsj) van Pjotr Beketov, de stichter van de ostrog van Jakoetsk. Het museum telt ruim 800 stukken, waaronder veel huishoudelijke artikelen, gereedschappen, kleding en sieraden van met name de Jakoeten en in mindere mate ook van de Evenken, Tsjoektsjen en Joekagieren. Ook is er een tentoonstellingen van originele grafstenen door de eeuwen heen, waarbij de toenemende mate van het christendom zichtbaar is. In 1992 werd het museum aangewezen als een bijzonder waardevol object van het erfgoed van de Republiek Sacha.

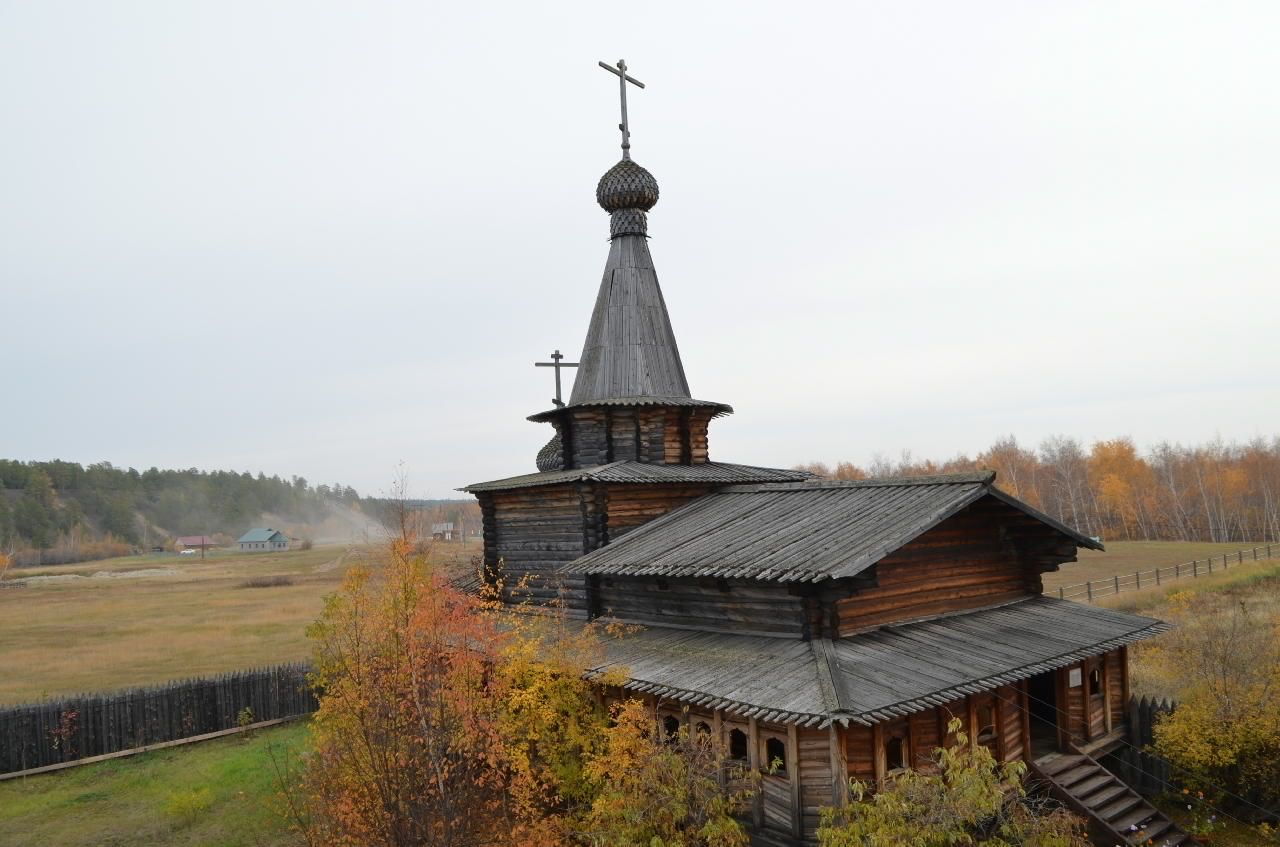
Kopie van de 17e-eeuwse Heilandkerk van Zasjiversk in het openluchtmuseum Droezjba